# Shnayim mikrá ve-ejad Tárgum
Shnayim mikrá ve-ejad Tárgum (en hebreo: שנים מקרא ואחד תרגום) (en español: "dos escrituras y una traducción"), es la costumbre judía de leer la porción semanal de la Torá, (la parashá de la semana), de una manera prescrita. Además de escuchar la lectura semanal de la Torá en la sinagoga, un judío observante debería leer la Torá en privado al menos dos veces a la semana, junto con una traducción del Tárgum de Onquelos y los comentarios de Rashi. Además, aunque no es requerido por ley, existe una costumbre entre los asquenazíes de leer también una porción de los Profetas (la haftará semanal) junto con su correspondiente Tárgum. Esta costumbre judía tiene su origen en la Halajá. Según esta costumbre, el practicante debe leer todas las semanas, la parashá semanal dos veces en hebreo y una vez en arameo, según la traducción del Tárgum de Onquelos. Algunos judíos tienen la costumbre de estudiar también los comentarios de Rashi. El momento más propicio para el estudio es el Viernes por la mañana, antes del inicio del Shabat, después de la oración matinal de Shajarit. Estando todavía vestido con el talit y llevando puestas las filacterias.